# Ekelöf (adelsätt)
Ekelöf var en adelsätt av finländskt ursprung. Stamfadern Hans Eriksson från Sibbo socken i landskapet Nyland, öster om Helsingfors, adlades 1558 av kung Gustav Vasa. Ätten introducerades 1634 på svenska riddarhuset under nummer 217. 
De sista kända manliga medlemmarna av ätten försvann till utlandet efter ett dråp 1686. På spinnsidan fortlevde ätten till 1732, eventuellt något längre.